# Wadelsberg
Der Wadelsberg ist ein 626 m hoher Berg im Bayerischen Alpenvorland nördlich des Starnberger Sees. Über den höchsten Punkt verläuft eine Straße.